# Fred Church
Fred Rosell Church (né à Ontario (en) dans l'Iowa, le 17 octobre 1889,  et mort le 7 janvier 1983 à Blythe, en Californie) est un acteur, réalisateur et scénariste américain du cinéma muet. 

## Biographie

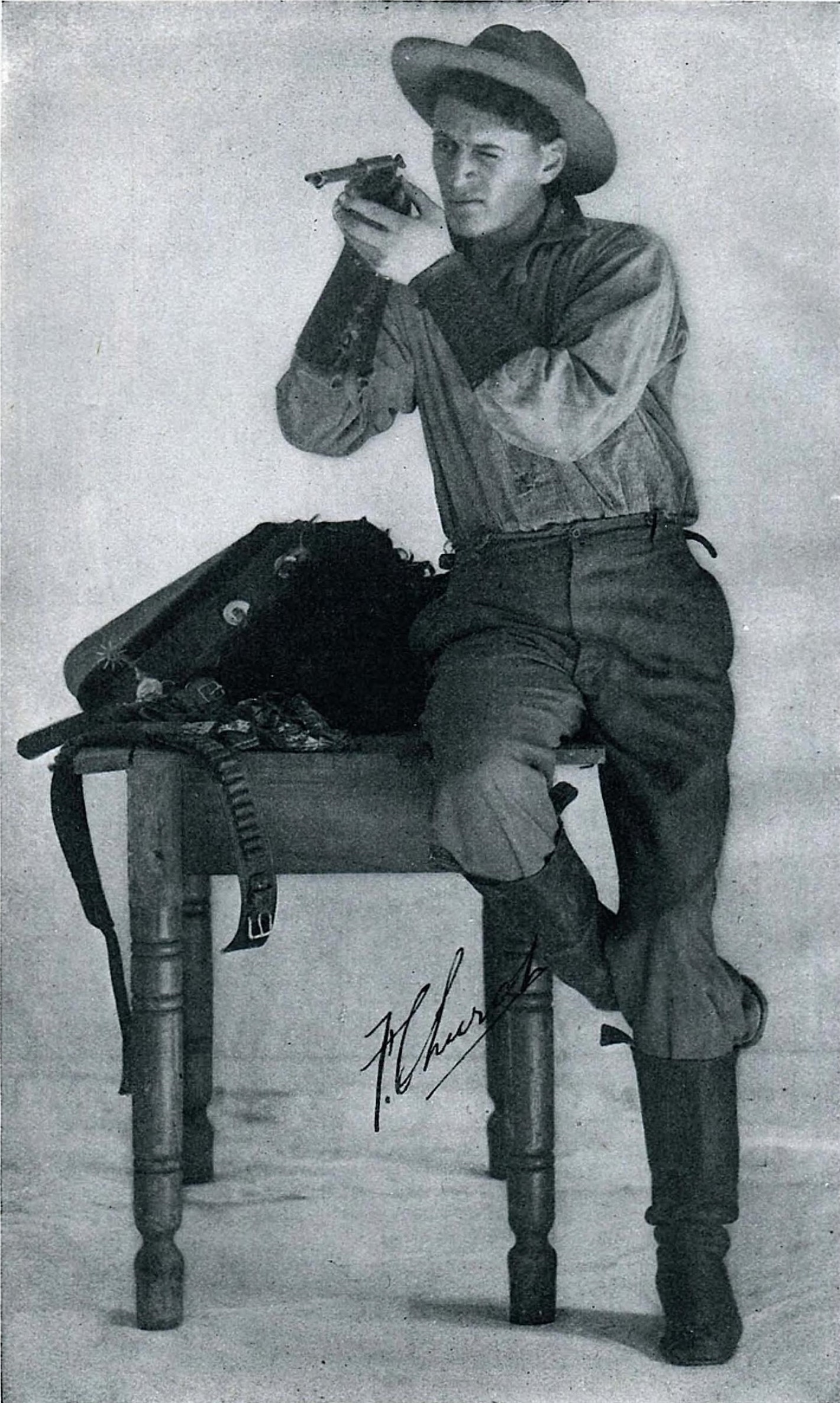
Fred Church dans Motion Picture en 1914.

Fred Church apparaît dans 225 films entre 1908 et 1935. 
Il est le mari de Lillian Christy, qu'il épouse en 1913.

## Filmographie partielle
- 1908 : The Cowboy's Baby de Francis Boggs
- 1909 : The Mad Miner de Francis Boggs
- 1909 : The Spanish Girl de Gilbert M. Anderson
- 1909 : The Heart of a Cowboy de Gilbert M. Anderson
- 1910 : The Girl and the Fugitive de Gilbert M. Anderson
- 1910 : The Masquerade Cop de Gilbert M. Anderson
- 1911 : Across the Plains de Thomas H. Ince et Gilbert M. Anderson
- 1911 : Alkali Ike's Auto (en)  de Broncho Billy Anderson
- 1912 : Broncho Billy and the Indian Maid de Broncho Billy Anderson
- 1915 : The Greaser de Raoul Walsh
- 1916 : The Wise Man and the Fool de Lynn Reynolds
- 1916 : Her Greatest Story de Lynn Reynolds
- 1916 : The Heart of Bonita de Lynn Reynolds
- 1916 : Lonesomeness de Lynn Reynolds
- 1916 : The Secret Foe de Lynn Reynolds
- 1916 : The Brink de Lynn Reynolds
- 1916 : The Gambler de Lynn Reynolds
- 1916 : Miss Blossom de Lynn Reynolds
- 1916 : The Thief of the Desert Lynn Reynolds
- 1916 : Her Great Part de Lynn Reynolds : Rupert St. John
- 1916 : It Happened in Honolulu de Lynn Reynolds : Clarence Velie
- 1916 : The Secret of the Swamp de Lynn Reynolds : Allan Waite
- 1916 : The Girl of Lost Lake de Lynn Reynolds : Dave Bean
- 1916 : A Romance of Billy Goat Hill de Lynn Reynolds : Lee Diullingham
- 1916 : The End of the Rainbow de Jeanie Macpherson et Lynn Reynolds : Ferdinand Stocker
- 1917 : Madame du Barry (en)
- 1918 : The Blindness of Divorce de Frank Lloyd
- 1928 : The Vanishing West de Richard Thorpe